# Géopélie placide
Geopelia placida
Espèce
Statut de conservation UICN

 LC  : Préoccupation mineure
La géopélie placide (Geopelia placida) est une espèce d’oiseaux de la famille des Columbidae. C'est un pigeon originaire d'Australie et de Nouvelle-Guinée.

## Description

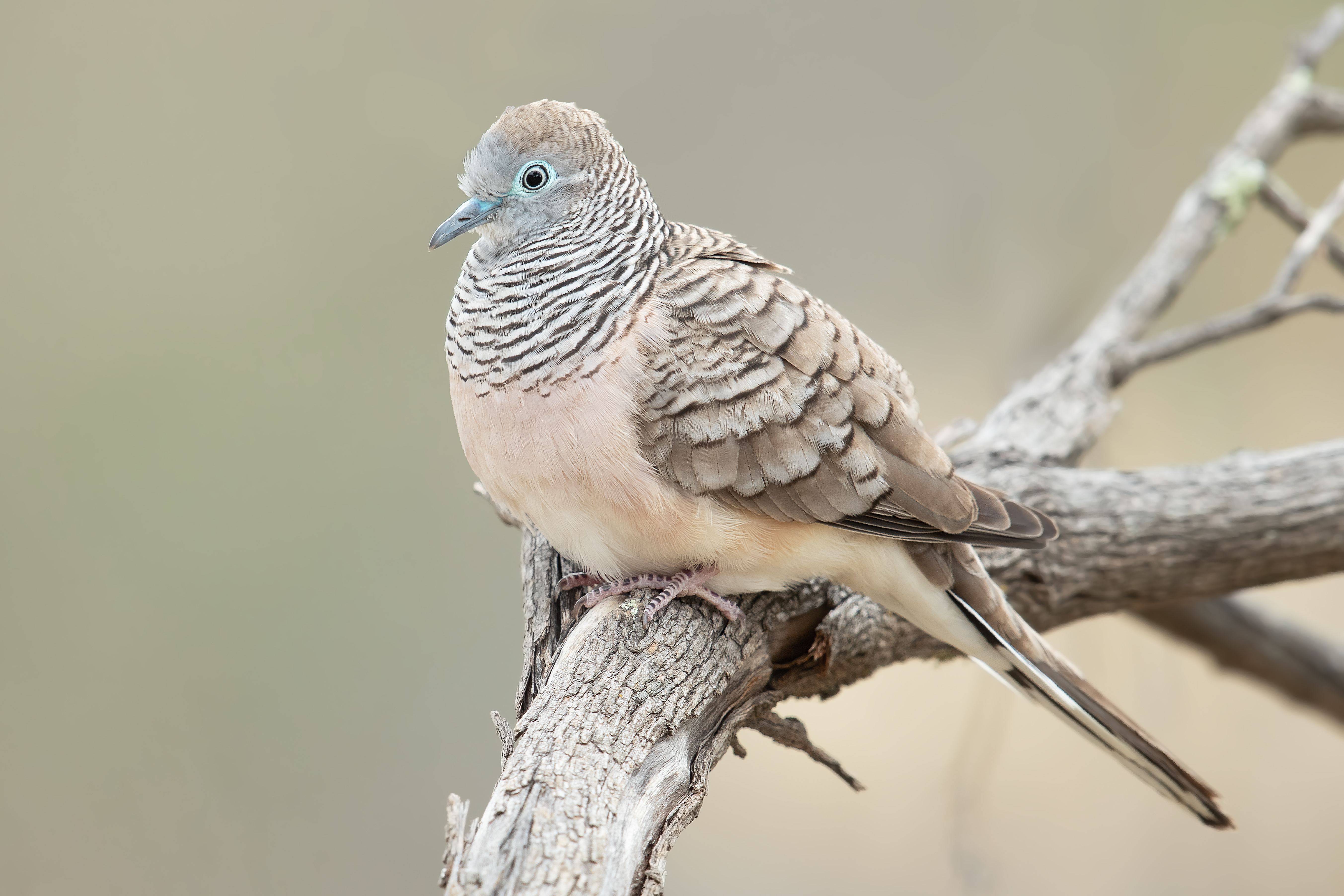
Géopélie placide en Nouvelle-Galles du Sud, en Australie

La géopélie placide est un oiseau relativement petit. Elle a une longueur de 19 à 21 cm et pèse de 50 à 60 g. Il n'y a pas de dimorphisme sexuel. Sa poitrine est gris-rose. Le dessus du corps est gris. Les ailes sont gris-brun. L'œil est blanc grisâtre et entouré d'un anneau bleu. Les pattes sont rouges.